# Ortalis
Ortalis is een geslacht van vogels uit de familie sjakohoenders en hokko's (Cracidae).

## Soorten
Het geslacht kent de volgende soorten:
- Ortalis araucuan – Oost-Braziliaanse chachalaca
- Ortalis canicollis – Chacochachalaca
- Ortalis cinereiceps – Grijskopchachalaca
- Ortalis columbiana – Colombiaanse chachalaca
- Ortalis erythroptera – Roodkopchachalaca
- Ortalis garrula – Roodvleugelchachalaca
- Ortalis guttata – Gevlekte chachalaca
- Ortalis leucogastra – Witbuikchachalaca
- Ortalis motmot – Kleine chachalaca
- Ortalis poliocephala – Westmexicaanse chachalaca
- Ortalis ruficauda – Roodbuikchachalaca
- Ortalis ruficeps – Kastanjekopchachalaca
- Ortalis squamata – Geschubde chachalaca
- Ortalis superciliaris – Geelbrauwchachalaca
- Ortalis vetula – Bruine chachalaca
- Ortalis wagleri – Waglers chachalaca